# Això és l'espectacle
|  | Per a altres significats, vegeu «Això és l'espectacle (II)». |

Això és l'espectacle (títol original en anglès That's Entertainment!) és un documental estatunidenc de 1974, dirigit per Jack Haley Jr.. És una barreja d'una compilació de pel·lícules i de comèdies musicals produïdes per la Metro-Goldwyn-Mayer. Ha estat doblat al català. Aparatosa revisitació dels grans moments del musical Metro, en una antologia presentada per les estrelles supervivents de la casa. La selecció i el muntatge poden resultar discutibles en més d'una ocasió, però mai no deixen de ser brillants. En tot cas, el conjunt resumeix de manera plausible i representativa la història d'un gènere a través de seqüències irrepetibles.
La pel·lícula, compilada pel seu guionista-productor-director, Jack Haley, Jr., sota supervisió del productor executiu Daniel Melnick, es va convertir en el llegat destacat de la MGM del cinema musical des dels anys 1920 als anys 1950, amb actuacions on apareixen seleccionades dotzenes de les famoses pel·lícules de l'estudi. Es presenten seqüències d'arxiu de Judy Garland, Eleanor Powell, Lena Horne, Esther Williams, Ann Miller, Kathryn Grayson, Howard Keel, Jeanette MacDonald, Cyd Charisse, Juny Allyson, Mickey Rooney, Mario Lanza, i molts d'altres. Els diversos segments eren oferts per una successió de les estrelles llegendàries de l'estudi: Frank Sinatra, Gen Kelly, Fred Astaire, Peter Lawford, Donald O'Connor, Debbie Reynolds, Mickey Rooney, Bing Crosby, James Stewart, Elizabeth Taylor, i Liza Minnelli (representant la seva mare Judy Garland).

## Repartiment
En el seu propi paper :
- Fred Astaire
- Bing Crosby
- Gene Kelly
- Peter Lawford
- Liza Minnelli
- Donald O'Connor
- Debbie Reynolds
- Mickey Rooney
- Frank Sinatra
- James Stewart
- Elizabeth Taylor
- Leslie Caron
- Maurice Chevalier
- Clark Gable
- Ava Gardner
- Judy Garland
- Cary Grant
- Jean Harlow
- Esther Williams